# Melanaspis indurata
Melanaspis indurata är en insektsart som först beskrevs av Ferris 1921.  Melanaspis indurata ingår i släktet Melanaspis och familjen pansarsköldlöss. Inga underarter finns listade i Catalogue of Life.